# Alexander Sturrock
Alexander Stuart Sturrock (14 de mayo de 1915-11 de julio de 1997) fue un deportista australiano que compitió en vela en la clase 5.5 Metre. Participó en cuatro Juegos Olímpicos de Verano entre los años 1948 y 1960, obteniendo una medalla de bronce en Melbourne 1956 en la clase 5.5 Metre.

## Palmarés internacional
| Juegos Olímpicos | Juegos Olímpicos      | Juegos Olímpicos  | Juegos Olímpicos |
| Año              | Lugar                 | Medalla           | Clase            |
| ---------------- | --------------------- | ----------------- | ---------------- |
| 1956             | Melbourne (Australia) | Medalla de bronce | 5.5 Metre        |